# Johanna Eekman
Johanna (Jo) Eekman-Joustra (Drachten, 7 januari 1897 - Schaarbeek, 1960) was een Nederlands verpleegkundige en verzetsstrijder in België. Zij stond bekend onder de naam Moeke.

## Biografie
Jo Joustra werd in 1897 geboren in een gezin van zes kinderen. Haar vader was Hendrik Joustra, een vooruitstrevende arts, haar moeder Hilligje Jantje de Groen. Ze werd opgeleid tot verpleegkundige en apothekersassistente. In 1920 trouwde ze in Bloemendaal met Alexandre (Alex) Joseph Eekman (1887-1942), een Nederlandse textielhandelaar die net als zij betrokken was bij de vredesbeweging. Ze kregen zeven kinderen waarvan een als baby overleed.
Het gezin woonde in België, eerst in Rixensart en daarna in Schaarbeek, avenue Plasky. In de jaren dertig van de twintigste eeuw namen ze deel aan de pacifistische en antifascistische bewegingen en verwelkomden ze al Duitse vluchtelingen in hun huis. Tijdens de Spaanse Burgeroorlog namen ze acht kinderen uit Spanje op. Jo Eekman sloot zich aan bij het Comité mondial des femmes contre la guerre et le fascisme (CFM), een pacifistische vrouwenorganisatie die dicht bij de communistische beweging stond. In 1935 nam ze deel aan een reis naar de Sovjet-Unie.

### Tweede Wereldoorlog
Vanaf het begin van de bezetting van België in mei 1940 nam ze deel aan tal van protestdemonstraties van vrouwen tegen het gebrek aan voorraden. Het hele gezin deed mee aan verzetsactiviteiten. Jo's man Alex Eekman werd, als "buitenlander", aanvankelijk al in mei 1940 gearresteerd. Hoewel hij ook de Nederlandse nationaliteit had, sloot hun zoon Tom zich als vrijwilliger aan bij het Belgische leger en sneuvelde kort daarna bij een Duitse luchtaanval. Alex Eekman, hun zoon Walter en hun dochter Annette werden op 9 juni 1942 gearresteerd. Alex werd gedeporteerd naar Mauthausen, waar hij in december 1942 overleed. Walter werd naar Breendonck gestuurd en Annette naar Ravensbrück. Hun jongste kinderen, Wim en Roelant, werden eveneens gevangengezet maar later weer vrijgelaten.
Jo Eekman werd in augustus 1944 opgepakt, samen met haar zoon Johan. Johan werd net als zijn broer Walter naar Breedonck gestuurd en vervolgens naar Duitsland. Jo werd gedeporteerd naar Ravensbrück met het laatste konvooi dat België verliet. In Ravensbrück vond zij haar dochter Annette terug, die daar al drie jaar vastzat en ernstig ziek was door tyfus. Als verpleegkundige werd Jo in het kamp tewerkgesteld in de ziekenboeg, waar ze zich direct inzette voor verbetering van de voeding en verzorging, met name voor de baby's in het kamp. Jo en Annette overleefden het kamp en werden op 28 april 1945 door het Rode Kruis naar Zweden gebracht en keerden later terug naar België.

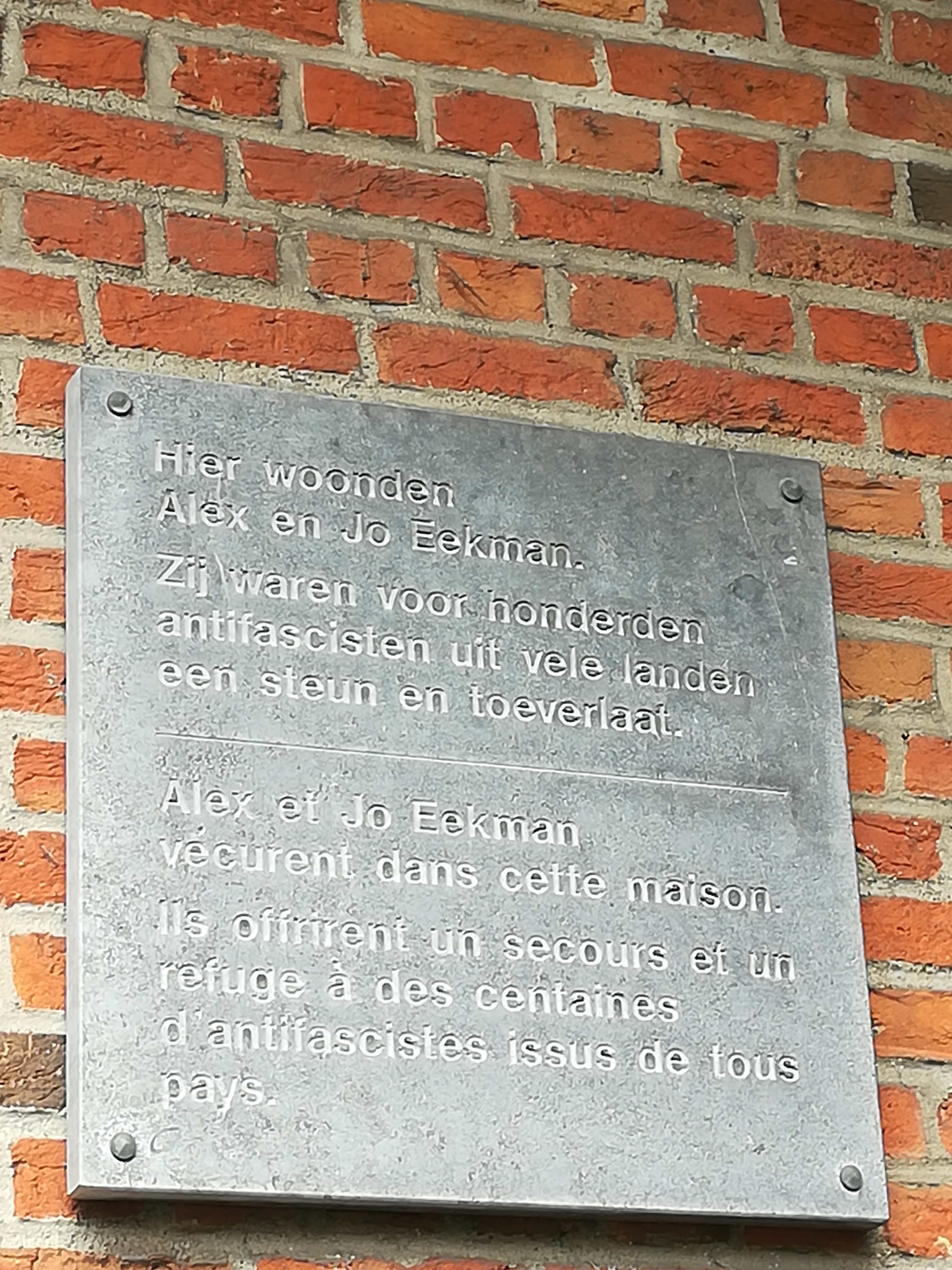
Gedenkplaat ter ere van Alex en Jo Eekman

### Na-oorlogse jaren
Jo en Annette waren tijdens de bezetting communist geworden en Jo bleef na de oorlog actief lid van de partij. In 1953, midden in de Koude Oorlog, dreigde zij België uitgezet te worden om haar veronderstelde subversieve activiteiten en omdat ze de Nederlandse nationaliteit had.
Jo Eekman werd voorzitter van de Vrouwenunie, die in 1949 het Rassemblement des femmes pour la paix werd, lid van de Internationale Democratische Vrouwenfederatie (IDVF). Samen met haar dochter Annette Pauporté-Eekman was zij actief in de Vereniging van oud-gedeporteerden van Ravensbrück. Annette was van 1995 tot 1997 secretaris van de Belgische afdeling en zou later meewerken aan de oprichting van het Ravensbrückmuseum, waar ze de Belgische zaal van het museum inrichtte. In 1965 was zij een van de oprichters van het Internationale Ravensbrückcomité.
Jo Eekman stierf in Schaarbeek in 1960.